# Лакса
Ла́кса (малайск. , индон. и англ. laksa; кит. трад. 喇沙, упр. 叻沙, пиньинь lǎshā, палл. лаша) — блюдо перанаканской кухни, распространённое в Малайзии, Сингапуре и Индонезии, представляющее собой острый суп с лапшой.
Этимология названия «лакса» неизвестна. По одной из версий, оно происходит от персидского «lakhshah», означающего тип лапши, используемой для приготовления, согласно другой — от китайского слова «辣 沙», означающего «острый песок» из-за использования при приготовлении приправы к супу пресноводных креветок.
Основными ингредиентами супа, помимо лапши, являются различные морепродукты — рыба, креветки, моллюски, хотя лакса может готовиться и с курицей. Существует большое количество региональных вариантов блюда, рецепты которых могут сильно отличаться. Один из них, «асам лакса», рыбный суп с лапшой с характерной кислинкой, в 2011 году был поставлен на 7-е место в списке 50 самых вкусных блюд, составленном CNN Go.